# Glödstift

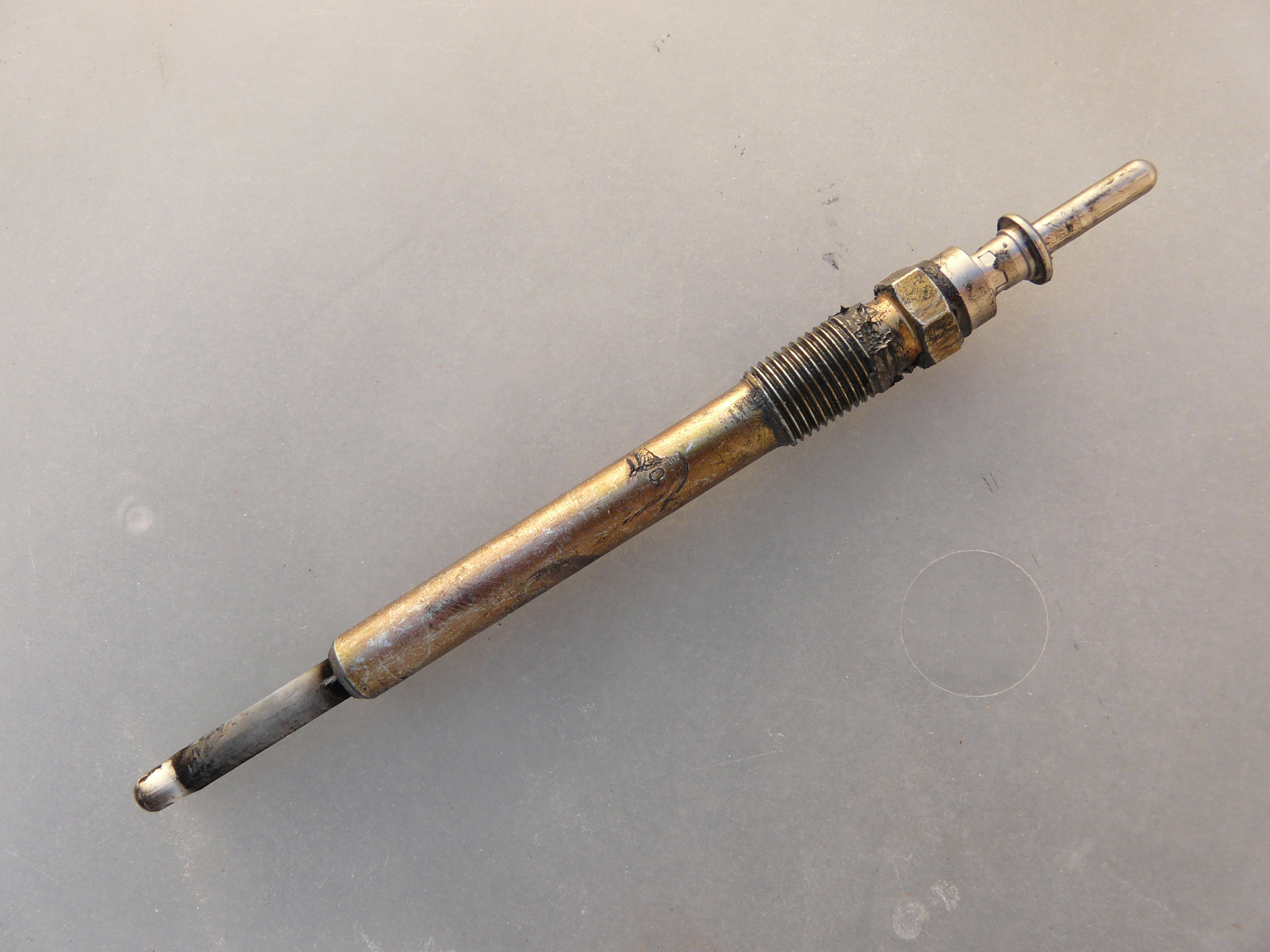
Glödstift från dieselbilmotor.

Glödstift används i förbränningsmotorer för att antända eller underlätta antändningen av bränslet. Se tändsystem.

## Glödstift i dieselmotorer
Dieselmotorns tändning sker spontant på grund av den värme som skapas av det höga kompressionstrycket, och bränslet antänds omedelbart när det sprutas in i cylindern. Vid start av motorn kan det dock hända att temperaturen inte blir tillräcklig för att bränslet ska antändas. Detta kan bland annat bero på att startmotorn inte driver runt motorn tillräckligt snabbt och en del luft därför hinner läcka förbi kolvringarna, på att den kalla motorn kyler av den komprimerade luften och på bränslets kvalitet. För att underlätta kallstart används därför glödstift.
Glödstiften sitter monterade i förkammaren (på förkammarmotorer) eller i förbränningsrummet (på direktinsprutade motorer). De hettas upp elektriskt till ungefär 1000 °C och stängs automatiskt av efter ett par sekunder.
Den glödande delen på ett modernt metalliskt dieselglödstift värms av en helix ("spiral") av motståndstråd som sitter i ett hölje av till exempel en FeNiCr-legering. Motståndslindningen isoleras från höljet av hårt packat keramiskt pulver, troligen magnesiumoxid. Det finns också keramiska glödstift där den glödande spetsens yta består av ett keramiskt motståndsmaterial, till exempel en molybdendisilicid-kiselnitrid-komposit med en inre tilledare och återledning genom den övre delen av stiftet.

## Glödstift för andra typer av motorer
Glödstift används också i små motorer som går på metanol (vanligen till radiostyrda modeller). Glödstiftsmotorns tändning sker spontant av den värme som alstras av det katalytiska glödstiftet och det höga kompressionstrycket (jämför även tändkulemotor). Innan motorn kör behöver glödstiften värmas med ström från en glödare. När motorn startat behövs inte strömmen längre, och ofta tar man då bort glödströmmen. I vissa fall, till exempel om motorn är monterad upp och ner kan man ha kvar glödströmmen hela tiden. Då blir tomgången säkrare. Glödstift för modellmotorer är inte stora, de är ungefär lika stora som en tumnagel. Det finns många olika sorters glödstift, och alla har sin karaktär. Det finns varma, medium och kalla för den som är nybörjare. Det finns även olika värmegrader för den som tävlar. Den glödande delen längst ut på stiftet är ofta tillverkad av iridium eller platina, för att vara tillräckligt motståndskraftig mot värme och oxidation.